# Miss Supranational 2024
Miss Supranational 2024 – 15. wybory Miss Supranational. Konkurs odbył się 6 lipca 2024, po raz czwarty w Amfiteatrze Parku Strzeleckiego w Nowym Sączu.
Galę poprowadzili południowoafrykański konferansjer i aktor Nico Panagio oraz polska aktorka Katarzyna Kołeczek. Podczas gali finałowej wystąpili Alizée, Mateusz Ziółko i Daria Marx.
Zwyciężczynią została 20-letnia Harashta Haifa Zahra z Indonezji.

## Rezultaty
| Tytuł                   | Laureatka |
| ----------------------- | --- |
| Miss Supranational 2024 | - Indonezja – Harashta Haifa Zahra |
| 1. wicemiss             | - Stany Zjednoczone – Jenna Dykstra |
| 2. wicemiss             | - Czechy – Justýna Zedníková |
| 3. wicemiss             | - Brazylia – Isadora Murta |
| 4. wicemiss             | - Curaçao – Chanelle de Lau |
| Top 12                  | - Dania – Victoria Larsen - Filipiny – Alethea Ambrosio - Finlandia – Aleksandra Hannusaari - Indie – Sonal Kukreja - Południowa Afryka – Bryoni Govender - Portoryko – Fiorella Medina - Tajlandia – Kasama Suetrong |
| Top 25                  | - Aruba – Rashida Schmidt - Boliwia – Estefanía Ibarra - Honduras – Stephie Morel - Islandia – Helena O’Connor - Japonia – Yuki Sonoda - Meksyk – Andrea Sáenz - Mjanma – Myo Sandar Win - Niemcy – Luisa Victoria Malz - Nigeria – Sectra Okundaye - Peru – Nathaly Terrones - Rumunia – Andreea Ioana Stan - Słowacja – Petra Sivakova - Wielka Brytania – Joanna Johnson |

Po finale ujawniono szczegółowe TOP 25 konkursu:
|  | - 1. Indonezja – Harashta Haifa Zahra - 2. Stany Zjednoczone – Jenna Dykstra - 3. Czechy – Justýna Zedníková - 4. Brazylia – Isadora Murta - 5. Curaçao – Chanelle de Lau - 6. Południowa Afryka – Bryoni Govender - 7. Portoryko – Fiorella Medina - 8. Dania – Victoria Larsen - 9. Filipiny – Alethea Ambrosio | - 10. Tajlandia – Kasama Suetrong - 11. Indie – Sonal Kukreja - 12. Finlandia – Aleksandra Hannusaari - 13. Meksyk – Andrea Sáenz - 14. Słowacja – Petra Sivakova - 15. Mjanma – Myo Sandar Win - 16. Peru – Nathaly Terrones - 17. Wielka Brytania – Joanna Johnson | - 18. Boliwia – Estefanía Ibarra - 19. Aruba – Rashida Schmidt - 20. Nigeria – Sectra Okundaye - 21. Islandia – Helena O’Connor - 22. Rumunia – Andreea Ioana Stan - 23. Japonia – Yuki Sonoda - 24. Niemcy – Luisa Victoria Malz - 25. Honduras – Stephie Morel |

## Kontynentalne Królowe Piękności
| Kontynent | Laureatka                             |
| --------- | ------------------------------------- |
| Afryka    | - Południowa Afryka – Bryoni Govender |
| Ameryki   | - Meksyk – Andrea Sáenz               |
| Azja      | - Filipiny – Alethea Ambrosio         |
| Karaiby   | - Portoryko – Fiorella Medina         |
| Europa    | - Dania – Victoria Larsen             |

## Nagrody specjalne
| Tytuł              | Laureautka                          |
| ------------------ | ----------------------------------- |
| Miss Koleżeńskości | Południowa Afryka – Bryoni Govender |

Supra Chat
- Supra Chat rozpoczęło się 16 maja 2024 roku, gdzie wszystkie uczestniczki konkursu zostały podzielone na dziesięć grup, w każdej od pięciu do dziewięciu kandydatek. Wydarzenie to było emitowane na oficjalnym kanale YouTube Miss Supranational. Do półfinału awansowało 10 zwyciężczyń każdej z grup, natomiast do ścisłego finału 4 kandydatki, po dwie z każdego z półfinału. Zwyciężczyni Supra Chat automatycznie awansowała do TOP 24[5][6][7][8][9][10][11][12][13][14]

| Rezultat     | Uczestniczka |
| ------------ | --- |
| Zwyciężczyni | - Curaçao – Chanelle de Lau |
| Top 4        | - Haiti – Tarah-Lynn Saint-Elien - Nigeria – Sectra Okundaye - Portoryko – Fiorella Medina |
| Top 10       | - Brazylia – Isadora Murta - Czechy – Justýna Zedníková - Dominikana – Jennifer Valdez - Indonezja – Harashta Haifa Zahra - Trynidad i Tobago – Brittany Deane - Wielka Brytania – Joanna Johnson |

Miss Influencer
- W konkursie Miss Supra Influencer dwie kandydatki zostały wybrane jako zwyciężczynie w konkursie na Facebooku, natomiast pozostałe dziesięć zostały wybrane w konkursach na Instagramie, YouTube oraz X. Zwyciężczyni Miss Influencer, która najlepiej poradziła sobie w social mediach automatycznie awansowała do TOP 24[17][18][19][20][21][22][23][24][25][26][27][28][29][30][31].

| Rezultat     | Uczestniczka |
| ------------ | --- |
| Zwyciężczyni | - Mjanma – Myo Sandar Win |
| Top 13       | - Brazylia – Isadora Murta - Dania – Victoria Larsen - Filipiny – Alethea Ambrosio - Gibraltar – Phoebe Noble - Indie – Sonal Kukreja - Indonezja – Harashta Haifa Zahra - Kambodża – Chhum Chandara - Meksyk – Andrea Sáenz - Nepal – Sajina Khanal - Wenezuela – Rossana Fiorini - Wietnam – Lydie Marie Wache Vũ - Wybrzeże Kości Słoniowej – Marie-Louise Maitre |

Supra Model of the Year
- Konkurs odbył się 29 czerwca, gdzie z każdej grupy kontynentalnej wybrano dwie lub trzy kandydatki, które awansowały do ścisłego finału. Następnie wybrano najlepszą kandydatkę z każdego kontynentu. Zwyciężczyni automatycznie awansowała do TOP 24[32].

| Rezultat     | Uczestniczka | Uczestniczka |
| ------------ | --- | --- |
| Zwyciężczyni | - Słowacja – Petra Sivakova | - Słowacja – Petra Sivakova |
| Top 5        | Afryka | Wybrzeże Kości Słoniowej – Marie-Louise Maitre |
| Top 5        | Ameryka | Boliwia – Estefanía Ibarra |
| Top 5        | Azja i Oceania | Tajlandia – Kasama Suetrong |
| Top 5        | Karaiby | Aruba – Rashida Schmidt |
| Top 5        | Europa | Słowacja – Petra Sivakova |
| Top 11       | - Botswana – Leah Barobetse - Filipiny – Alethea Ambrosio - Meksyk – Andrea Sáenz - Mjanma – Myo Sandar Win - Polska – Angelika Jurkowianiec - Portoryko – Fiorella Medina | - Botswana – Leah Barobetse - Filipiny – Alethea Ambrosio - Meksyk – Andrea Sáenz - Mjanma – Myo Sandar Win - Polska – Angelika Jurkowianiec - Portoryko – Fiorella Medina |

Miss Talent
- Ścisły Konkurs odbył się 29 czerwca, gdzie zaprezentowało się osiem wcześniej wybranych kandydatek[33].

| Rezultat     | Uczestniczka |
| ------------ | --- |
| Zwyciężczyni | - Indonezja – Harashta Haifa Zahra |
| Top 7        | - Czechy – Justýna Zedníková - Dania – Victoria Larsen - Gibraltar – Phoebe Noble - Holandia – Bo Grooten - Japonia – Yuki Sonoda - Mjanma – Myo Sandar Win |
| Top 22       | - Bangladesz – Towhida Tusnim Tifa - Belgia – Naomy Montiel - Chile – Vaihere Domingo - Chorwacja – Esmeralda Slaviček - Curaçao – Chanelle de Lau - Hongkong – Jo An Ma - Kanada – Rachel Murgel - Kolumbia – Sherren Londoño Perea - Nepal – Sajina Khanal - Niemcy – Luisa Victoria Malz - Nowa Zelandia – Meghan Kenney - Salwador – Naomy Montiel - Sierra Leone – Mabinty Mansaray - Słowacja – Petra Sivakova - Trynidad i Tobago – Brittany Deane |

## Jurorzy

### Finał
- Nguyễn Huỳnh Kim Duyên – 2. wicemiss Supranational 2022[34]
- Katarzyna Jonaczyk – dwukrotna Last Woman Standing Ninja Warrior Polska
- Robert Czepiel – dyrektor generalny w firmie Jubiler Schubert
- Iván Álvarez Guedes – Mister Supranational 2023
- Andrea Aguilera – Miss Supranational 2023
- Fezile Mkhize – Mister Supranational 2024
- Gerhard Parzutka von Lipiński – prezes zarządu Nowa Scena, prezydent wykonawczy konkursu Miss i Mister Supranational

## Lista uczestniczek
68 kandydatek konkursu Miss Supranational 2024:
| Państwo                              | Kandydatka               | Wiek | Miasto rodzinne |
| ------------------------------------ | ------------------------ | ---- | --------------- |
| Albania                              | Ema Hila                 | 18   | Tirana          |
| Argentyna                            | Agustina Bruenner        | 26   | Posadas         |
| Aruba                                | Rashida Schmidt          | 22   | Sint Nicolaas   |
| Australia                            | Janaya Reimers           | 21   | Melbourne       |
| Bangladesz                           | Towhida Tusnim Tifa      | 26   | Gadźipur        |
| Belgia                               | Elizabeth Victoria Raska | 25   | Bruksela        |
| Boliwia                              | Estefanía Ibarra         | 29   | La Paz          |
| Botswana                             | Leah Barobetse           | 25   | Lentsweletau    |
| Brazylia                             | Isadora Murta            | 26   | Belo Horizonte  |
| Chile                                | Vaihere Domingo          | 24   | Viña del Mar    |
| Chorwacja                            | Esmeralda Slaviček       | 26   | Zagrzeb         |
| Curaçao                              | Chanelle de Lau          | 29   | Willemstad      |
| Czechy                               | Justýna Zedníková        | 21   | Praga           |
| Dania                                | Victoria Larsen          | 21   | Roskilde        |
| Dominikana                           | Jennifer Valdez          | 26   | Pedernales      |
| Ekwador                              | Doménica Alessi          | 22   | Quito           |
| Filipiny                             | Alethea Ambrosio         | 21   | San Rafael      |
| Finlandia                            | Aleksandra Hannusaari    | 20   | Kauhajoki       |
| Ghana                                | Abigail Fanna Kabirou    | 24   | Dubaj           |
| Gibraltar                            | Phoebe Noble             | 21   | Gibraltar       |
| Gwatemala                            | Andrea Zapeta            | 29   | Cobán           |
| Haiti                                | Tarah-Lynn Saint-Elien   | 29   | Rahway          |
| Hiszpania                            | Elizabeth Laker          | 26   | Teneryfa        |
| Holandia                             | Bo Grooten               | 23   | Coevorden       |
| Honduras                             | Stephie Morel            | 20   | Choloma         |
| Hongkong                             | Jo An Ma                 | 27   | Hongkong        |
| Indie                                | Sonal Kukreja            | 26   | Jaipur          |
| Indonezja                            | Harashta Haifa Zahra     | 20   | Garut           |
| Islandia                             | Helena O’Connor          | 19   | Reykjavík       |
| Japonia                              | Yuki Sonoda              | 25   | Kagoshima       |
| Kajmany                              | Jaci Patrick             | 29   | West Bay        |
| Kanada                               | Rachel Murgel            | 23   | Toronto         |
| Kolumbia                             | Sherren Londoño Perea    | 23   | Bogota          |
| Kostaryka                            | María José Segura        | 27   | Bouaké          |
| Kuba                                 | María José Cetina        | 19   | Camagüey        |
| Laos                                 | Christina Lasasimma      | 31   | Wientian        |
| Malezja                              | Andreana Celly           | 20   | Lundu           |
| Malta                                | Shania Degiorgio         | 20   | Valletta        |
| Meksyk                               | Andrea Sáenz             | 26   | Chihuahua       |
| Mjanma                               | Myo Sandar Win           | 28   | Thanbyuzayat    |
| Nepal                                | Sajina Khanal            | 23   | Katmandu        |
| Niemcy                               | Luisa Victoria Malz      | 21   | Dortmund        |
| Nigeria                              | Sectra Okundaye          | 25   | Zamfara         |
| Nikaragua                            | Elena Etienne            | 23   | Managua         |
| Nowa Zelandia                        | Meghan Kenney            | 29   | Ōhope           |
| Pakistan                             | Misbah Arshad            | 26   | Lahaur          |
| Panama                               | Samantha Jones           | 27   | Panama          |
| Paragwaj                             | Sofía Meyer              | 22   | Ciudad del Este |
| Peru                                 | Nathaly Terrones         | 28   | Lima            |
| Polska                               | Angelika Jurkowianiec    | 28   | Namysłów        |
| Południowa Afryka                    | Bryoni Govender          | 27   | Kempton Park    |
| Portugalia                           | Cristina Carvalho        | 30   | Azory           |
| Portoryko                            | Fiorella Medina          | 28   | Isabela         |
| Rumunia                              | Andreea Ioana Stan       | 25   | Bukareszt       |
| Salwador                             | Naomy Montiel            | 19   | San Miguel      |
| Sierra Leone                         | Mabinty Mansaray         | 22   | Kabala          |
| Słowacja                             | Petra Sivakova           | 23   | Humenné         |
| Stany Zjednoczone                    | Jenna Dykstra            | 28   | Clearwater      |
| Tajlandia                            | Kasama Suetrong          | 28   | Surat Thani     |
| Trynidad i Tobago                    | Brittany Deane           | 27   | San Fernando    |
| Ukraina                              | Marina Mizhnova          | 21   | Tarnopol        |
| Urugwaj                              | Lola de los Santos       | 27   | Paysandú        |
| Wenezuela                            | Rossana Fiorini          | 29   | Mérida          |
| Wielka Brytania                      | Joanna Johnson           | 30   | Blackpool       |
| Wietnam                              | Lydie Marie Wache Vũ     | 31   | Ho Chi Minh     |
| Włochy                               | Camilla Farnesi          | 24   | Viareggio       |
| Wyspy Dziewicze Stanów Zjednoczonych | Bria James               | 26   | Saint Croix     |

## Pozostałe informacje
Państwa, które zadebiutowały w konkursie
- Bangladesz

### Państwa, które powróciły do konkursu
Ostatni raz w konkursie w 2015:
- Aruba

Ostatni raz w konkursie w 2018:
- Pakistan
- Włochy

Ostatni raz w konkursie w 2019:
- Australia
- Gwinea Równikowa
- Honduras
- Mjanma
- Nowa Zelandia
- Wyspy Dziewicze Stanów Zjednoczonych

Ostatni raz w konkursie w 2021:
- Albania
- Sierra Leone

Ostatni raz w konkursie w 2022:
- Argentyna
- Chile
- Dania
- Laos
- Malta
- Urugwaj

Państwa, które zrezygnowały z konkursu
- Bahamy
- Grecja
- Gwinea Równikowa
- Jamajka
- Kambodża
- Kamerun
- Kenia
- Korea Południowa
- Mauritius
- Mozambik
- Namibia
- Togo
- Turcja
- Zambia
- Zimbabwe

Kraje, które wybrały kandydatki, lecz wycofały się z konkursu
- Grecja – Melina Dromboni
- Gwinea Równikowa – María José Nzang Nguema
- Jamajka – Sara-Dee Palmer
- Kambodża – Chhum Chandara
- Korea Południowa – Choi Jeong-eun
- Togo – Mlle Mawusse Afi Bithja Gozo Akakpo
- Zimbabwe – Yollanda Elizabeth Chimbarami

## Kandydatki, które brały udział w innych konkursach piękności
Miss World
- 2019:  Kajmany – Jaci Patrick

Miss Universe
- 2016:  Curaçao – Chanelle de Lau
- 2020:  Laos – Christina Lasasimma
- 2020:  Urugwaj – Lola de los Santos
- 2023:  Polska – Angelika Jurkowianiec
- 2023:  Południowa Afryka – Bryoni Govender (Top 20)

Miss International
- 2017:  Curaçao – Chanelle de Lau (1. wicemiss)
- 2017:  Dominikana – Jennifer Valdez
- 2017:  Hiszpania – Elizabeth Laker
- 2023:  Pakistan – Misbah Arshad

Miss Grand International
- 2017:  Nowa Zelandia – Meghan Kenney
- 2021:  Niemcy – Luisa Victoria Malz (Top 20)
- 2022:  Bangladesz – Towhida Tusnim Tifa

Miss Intercontinental
- 2017:  Nowa Zelandia – Meghan Kenney

Miss Aura International
- 2023:  Pakistan – Misbah Arshad

Miss Friendship International
- 2023:  Chile –	Vaihere Domingo (2. wicemiss)
  - reprezentowała  Francja

Miss Global
- 2023:  Australia – Janaya Reimers (Top 13)

Miss World Tourism
- 2023:  Nepal – Sajina Khanal

Miss Eco International
- 2022:  Portugalia – Cristina Carvalho

Miss Interglobal
- 2021:  Ghana –	Abigail Fanna Kabirou (Top 15)
  - reprezentowała  Wielka Brytania

Miss Galaxy
- 2019:  Wielka Brytania – 	Joanna Johnson (Zwyciężczyni)

Miss Sea World
- 2018:  Urugwaj – Lola de los Santos (Zwyciężczyni)

Miss United Continents
- 2018:  Meksyk – Andrea Sáenz (Zwyciężczyni)
- 2018:  Urugwaj – Lola de los Santos (Top 10)

Miss Asia Pacific International
- 2017:  Japonia – Yuki Sonoda (Top 10)

World Top Model
- 2017:  Urugwaj – Lola de los Santos

Miss Charity Queen International
- 2015:  Japonia – Yuki Sonoda